# Grecia Centrală
Grecia Centrală (greacă Περιφέρεια Στερεάς Ελλάδας -  Periferia Stereas Elladas) este una din cele 13 regiuni ale Greciei, subdivizată în 5 prefecturi. Capitala este orașul Lamia.